# Lucullus
Lucius Licinius Lucullus (/ ljuːˈkʌləs /; 118 - 57/56 TCN) là một chính khách ưu tú của Cộng hòa La Mã cuối cùng, là đồng minh với Lucius Cornelius Sulla. Trong đỉnh cao hơn hai mươi năm phục vụ quân sự và chính phủ liên tục, ông trở thành người chinh phục chính của các vương quốc phía đông trong Chiến tranh Mithridatic lần thứ ba, có tầm chiến lược phi thường trong các tình huống đa dạng, nổi tiếng nhất là cuộc vây hãm Cyzicus, 73– 72 TCN, và tại Trận Tigranocerta ở Arzanene Armenia, 69 TCN. Phong cách chỉ huy của ông nhận được sự chú ý từ các chuyên gia quân sự cổ đại, và các chiến dịch của ông dường như đã được nghiên cứu như là những ví dụ về sự khéo léo một cách tổng thể.
Khi Lucullus trở về Rome từ các cuộc chinh phạt ở phía đông với nhiều chiến lợi phẩm thu được mà toàn bộ không thể được tính toán đầy đủ. Ông đổ một số tiền khổng lồ vào xây dựng trại chăn nuôi tư nhân và thậm chí cả các dự án nuôi trồng thủy sản đã gây sốc đối với những người ở thời đại của ông. Ông cũng bảo trợ nghệ thuật và khoa học lavishly, chuyển đổi bất động sản của mình ở vùng cao nguyên của Tusculum thành một khách sạn và thư viện cho các học giả và triết gia. Ông xây dựng horti Lucullani, khu vườn nổi tiếng Lucullus, trên đồi Pincian Hill ở Rome. Ông qua đời vào mùa đông năm 57-56 TCN và được chôn cất tại quê nhà.